# Storia di Castel Goffredo
La storia di Castel Goffredo, comune italiano situato nell'Alto Mantovano al confine con la provincia di Brescia, iniziò nella prima metà del III millennio a.C., anche se il centro abitato attuale fu fondato in età romana (I secolo d.C.) per poi svilupparsi nel corso dei secoli successivi. In epoca altomedievale la storia della città fu strettamente legata al controllo delle potenti famiglie dei Visconti, dei Della Scala e della Repubblica di Venezia. Ma la storia della città resta indissolubilmente legata ai Gonzaga, che la governarono per 400 anni. Feudo autonomo dal 1444 al 1602 con il primo marchese Alessandro Gonzaga, qui nel 1511 con Aloisio Gonzaga ebbero origine i rami cadetti dei "Gonzaga di Castel Goffredo, Castiglione e Solferino" e il ramo minore dei "Gonzaga di Castel Goffredo", che si estinse nel 1593. Castel Goffredo divenne una delle storiche capitali gonzaghesche, antesignana di altre piccole capitali da Castiglione a Sabbioneta, grazie al suo impianto urbanistico del 1480, dotato di una rigorosa maglia ortogonale. Con l'avvento di Napoleone Bonaparte il comune fece parte della Repubblica Cisalpina e, dopo la sua caduta, del Regno Lombardo-Veneto; nel 1861 venne infine unito al Regno d'Italia, seguendone le successive vicende storiche.
È noto come la "città della calza" per la presenza di numerose industrie di calzetteria maschile e soprattutto femminile.

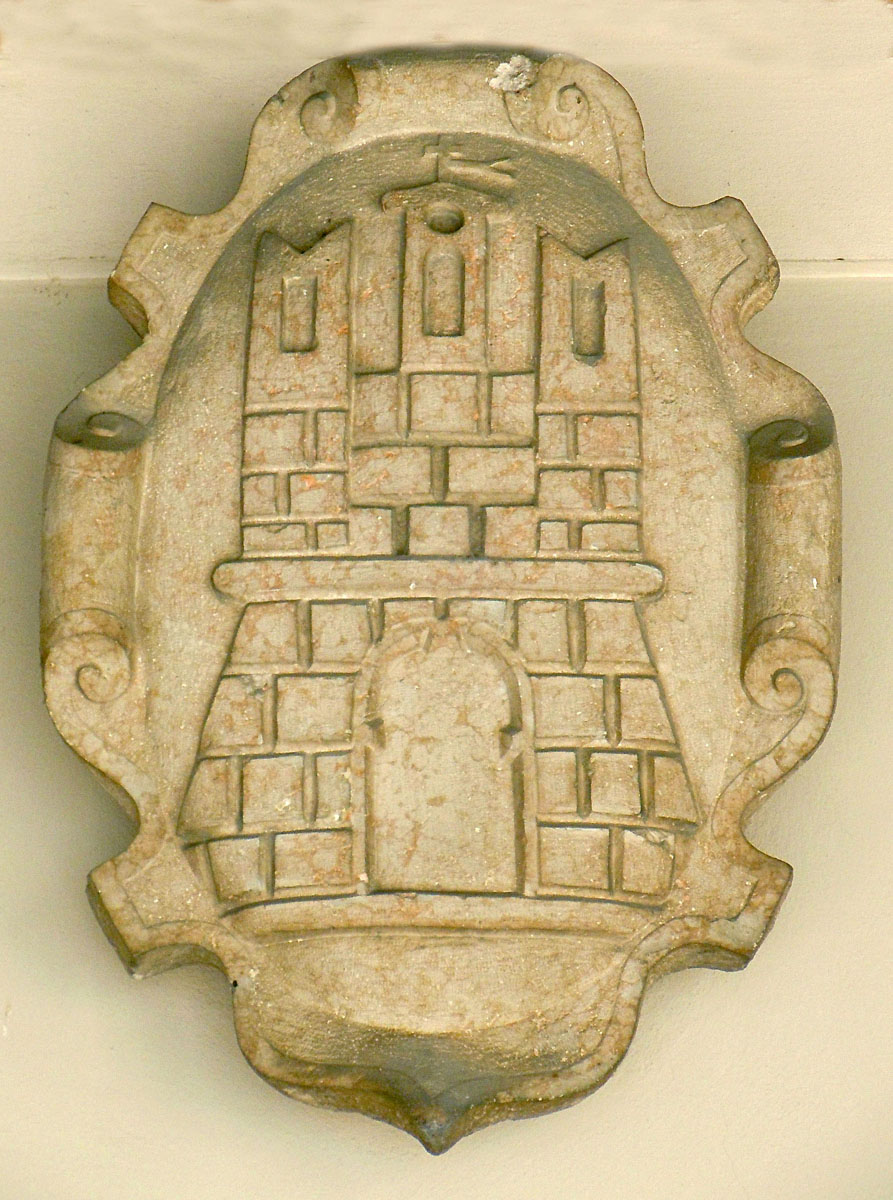
Stemma della città all'ingresso del Comune

## Origini del nome

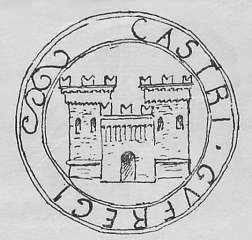
Sigillo del 1515

Sull'origine del toponimo composto da castrum (fortificazione) e da un imprecisato "Goffredo" (dal germanico Gottfried che significa "in pace con Dio"), ci sono diverse ipotesi. Molti studiosi hanno cercato di trovarne il significato preciso.

### Documenti antichi
Un decreto imperiale del 1164 di Federico I identifica così Castel Goffredo: Curtem de Runco Sigifredi cum castro et ecclesia, significando così che la seconda parte del nome sia derivato da Sigifredi.
In un documento datato agosto 1192 e firmato dall'imperatore Enrico VI, si parla di Castrigufredi.
Già il poeta Matteo Bandello (1554) nella sua opera in versi Canti XI composta proprio a Castel Goffredo mentre era ospite del marchese Aloisio Gonzaga, faceva riferimento ad un nome di persona, Gioffredo: «… giunsi al castel c'ha di Gioffredo il nome».

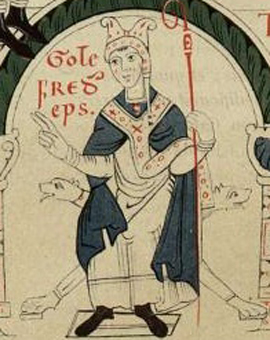
Il vescovo Goffredo di Canossa

### Studi
Il primo a occuparsi del significato di "Goffredo" fu Carlo Gozzi, che nel 1810 azzardò alcune ipotesi, ma senza giungere a una conclusione certa: Goffredo di Buglione, Goffredo il Gobbo marito di Matilde di Canossa, Goffredo Malaterra, Goffredo da Viterbo o Goffredo di Vendôme.
Lo storico Francesco Bonfiglio, sulla base di alcune ricerche storiche effettuate intorno al 1920, farebbe risalire il nome della città a un documento datato 8 luglio 1107 nel quale si parla di Castello Vifredi (o Castrum Vifredi). Negli atti di un convegno del 2009 si avanza l'ipotesi che il "Vifredi" citato in questo documento del 1107 sia riferito al conte di Piacenza Vifredo VI.
Studi recenti (2010) farebbero risalire il nome Vifredi a un adattamento fonetico e grafico invalso nel Medioevo, che vorrebbe trasformato Vifredus in Guifredus e quindi in Guffredus.
Un'altra ipotesi rimanda il nome "Goffredo" al conte e vescovo di Brescia Goffredo di Canossa (X secolo), prozio della contessa Matilde, che teneva estesi possedimenti nell'area e che volle fondare Castrum Guffredi per la difesa delle sue possessioni; o a un Goffredo confaloniere (o Goffredo Confalonieri) di Medole, investito di immobili a Castel Goffredo l'8 luglio 1230 dal vescovo di Mantova Pellizzario.
Nelle carte antiche il paese è citato con nomi diversi: Kastelo Gifredo, Castel Giufrìdo, Castel Zanfrìdo, Castel Zanfrìso, Castro Grifedo, Castriguffredi, Castri Gufregi, Castel Zufrè, Castel Giufrè, Castro Giuffredo. E ancora, Castel Sufrè nel quale l'etimologia latina suffere porta al nome castrum suffers, che significa "castello forte", resistente, quindi a Castello Suffrè o Zuffrè. L'esatta grafia del nome è Castel Goffredo, anche se anticamente e attualmente viene spesso scritto Castelgoffredo o CastelGoffredo.

## Età antica

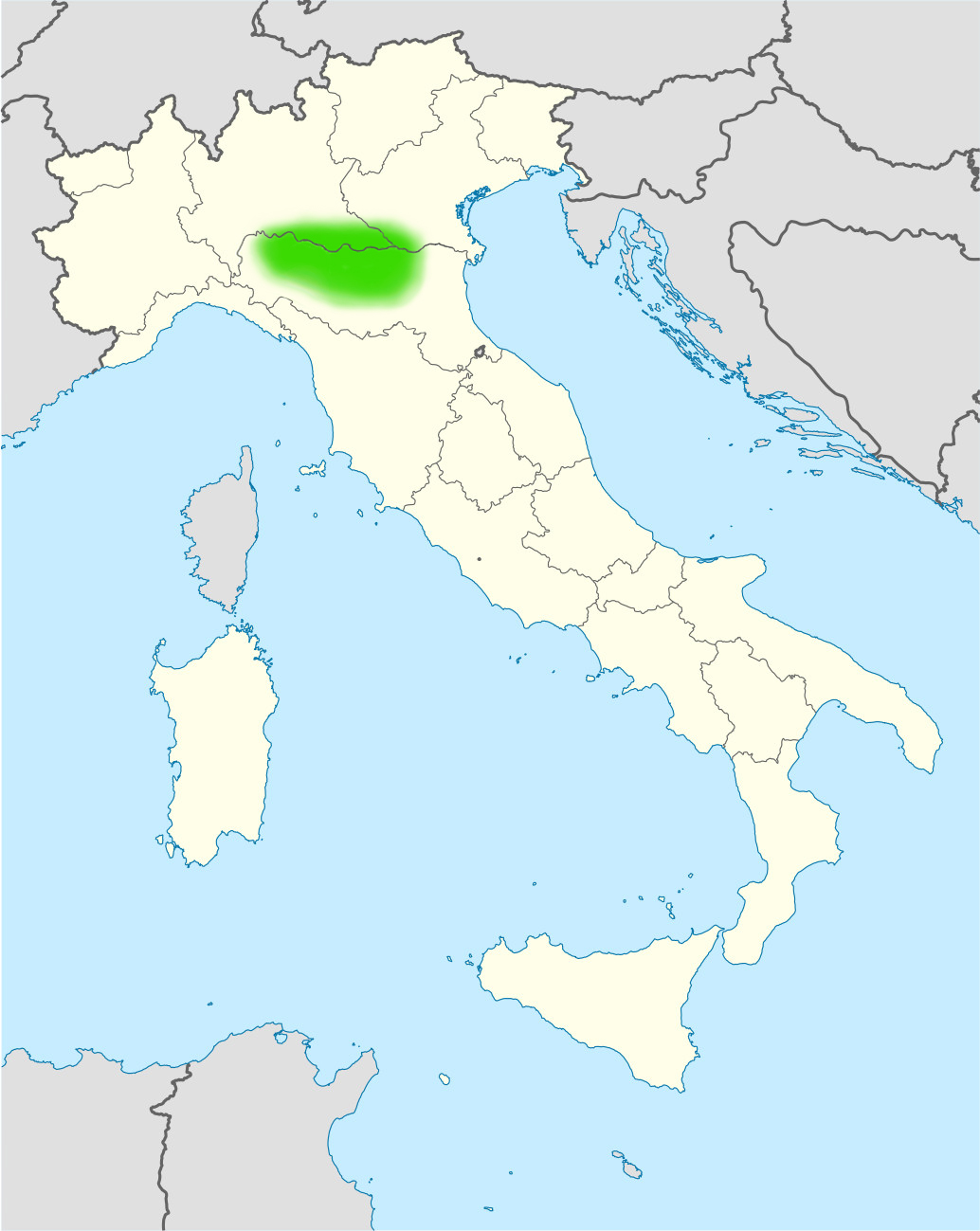
Area di massima diffusione delle Terramare (in verde)

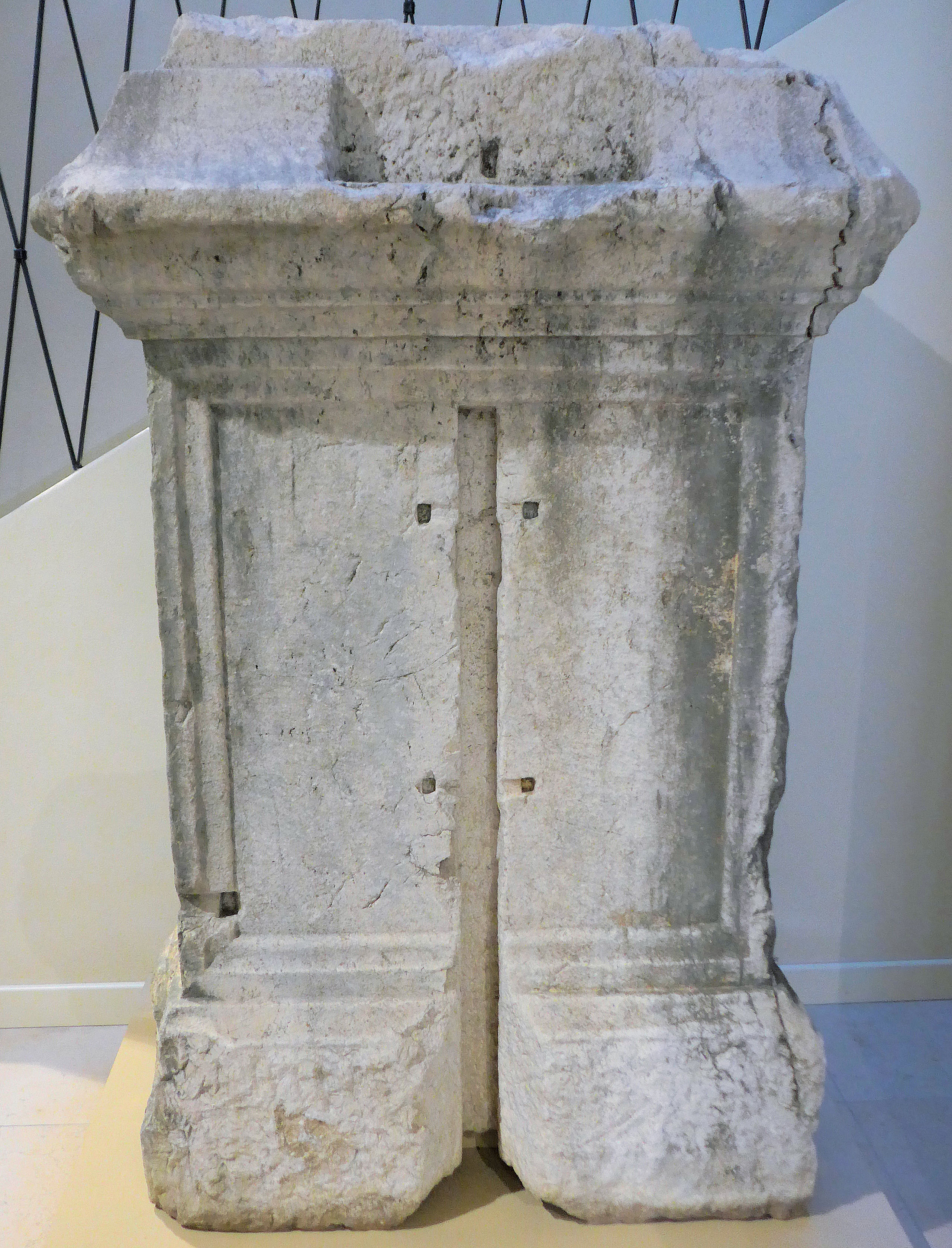
Ara romana anepigrafe rinvenuta nella zona, I sec. a.C.-I sec. d.C., MAST Castel Goffredo

Alcuni reperti archeologici (tre cuspidi di freccia, un pugnale in selce e frammenti umani) rinvenuti in area archeologica Rassica, hanno permesso di ipotizzare una frequentazione umana nel territorio di Castel Goffredo, ricco d'acqua, a partire già dall'età del bronzo. Nel corso del Bronzo Medio (1600-1300 a.C.) Castel Goffredo fu interessato dal modello insediativo di tipo terramaricolo. Nel 1890 durante uno scavo sulla riva sinistra del torrente Tartaro nell'area archeologica Rassica, a sud-est dell'abitato, venne scoperta una terramara su un piccolo dosso.
La zona è stata interessata anche dalla colonizzazione etrusca, testimoniata dal ritrovamento di importanti reperti di uso quotidiano (tazze e brocche per l'acqua). Anche la presenza celtica nella zona è confermata dal rinvenimento nel 1980 di due sepolture e di un frammento di spada in ferro.

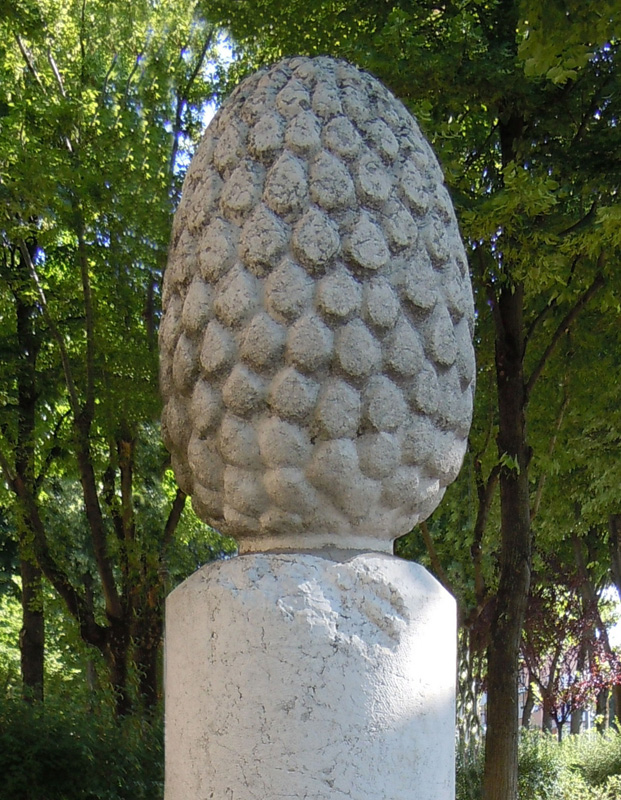
La Pigna, segnacolo funebre di epoca romana collocato nei giardini pubblici di Castel Goffredo

Alcune are votive e una lapide sepolcrale trovate a Castel Goffredo e conservate al Museo civico di Brescia, fanno inoltre ritenere un insediamento in epoca romana (I secolo d.C.). Tra i reperti spicca la cosiddetta "stele funeraria di Publius Magius Manius" rinvenuta a Casalpoglio, una testimonianza archeologica tra le più ragguardevoli che mai siano state scoperte nel mantovano occidentale. Questo il testo dell'iscrizione:

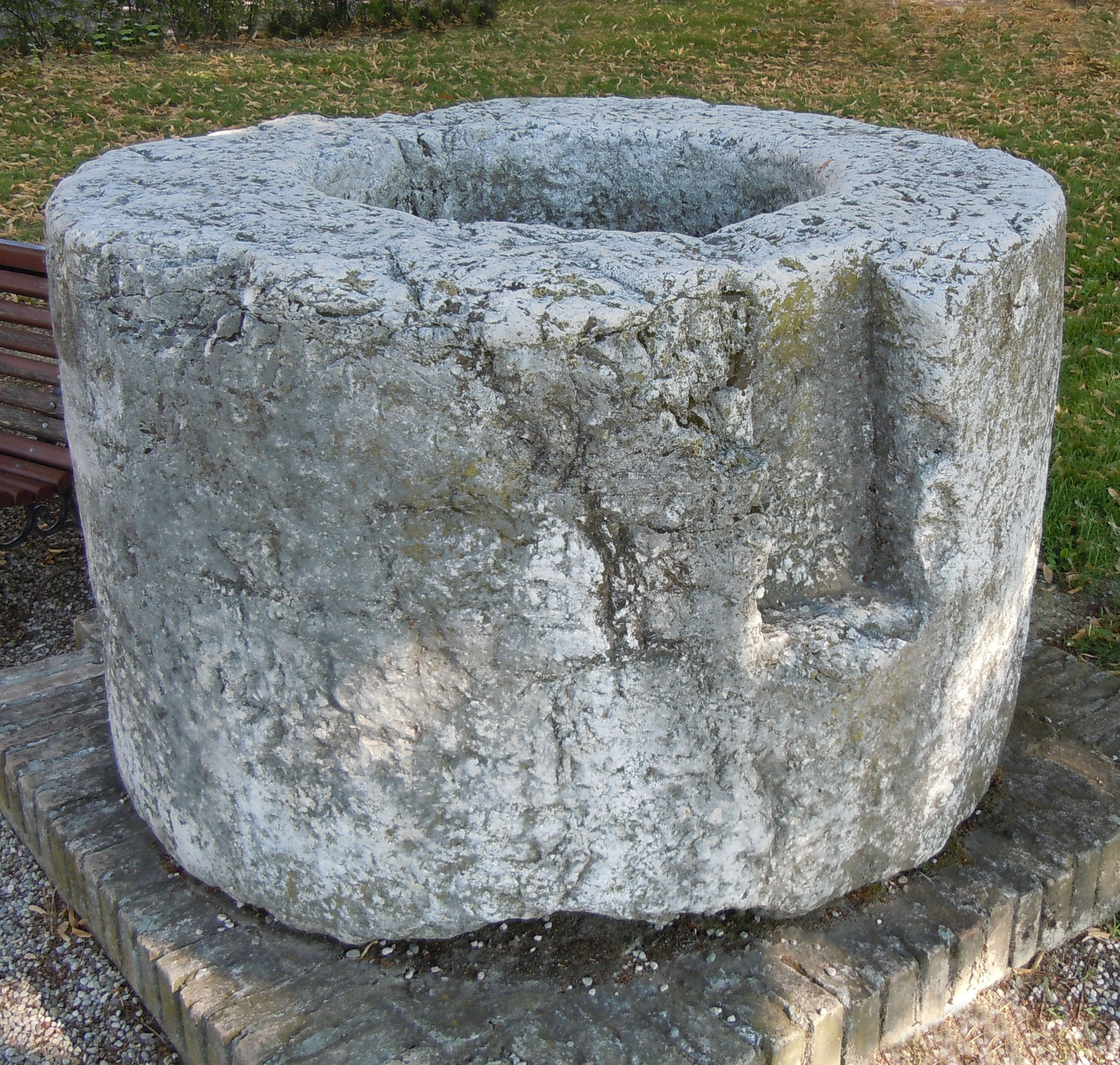
Cippo gromatico di età romana collocato nei Giardini pubblici di Castel Goffredo

Quest'area, appartenente alla zona dell'Alto Mantovano infatti venne interessata dalla centuriazione del territorio di Mantova. Di questo periodo è la scoperta nel 1989, accanto all'Oratorio di San Michele Arcangelo, di tracce di una necropoli romana, con pezzi in ceramica, bronzo, tessere di mosaico e monete. Sulla romanizzazione del centro storico, alcuni studiosi suppongono che questo fosse diviso in dodici isolati e caratterizzato da cardini e decumani e che all'intersezione del "cardo massimo" e "decumano massimo" fosse posto il forum, oggi rappresentato da Piazza Mazzini. Anche la presenza dei Longobardi è data da ritrovamenti di bassorilievi marmorei in frazione Bocchere e da un marmo lavorato con cornici e stella esagonale nell'Oratorio di San Michele Arcangelo in frazione Zecchini.

## Età medievale

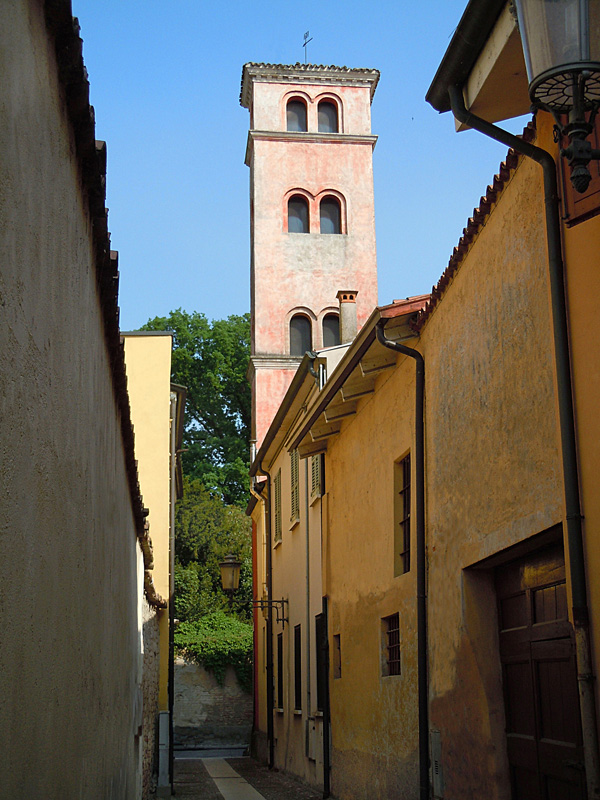
Vicolo Carlo V in Castelvecchio con il campanile della chiesa di Santa Maria del Consorzio

Alla caduta dei Longobardi, intorno all'anno 800, Castel Goffredo si trovò a fare parte del distretto di Sirmione che si estendeva fra Chiese e Mincio e fino al 1115 appartenne alla contea di Brescia.
La più importante testimonianza della presenza dell'abitato è data da un documento datato 8 luglio 1107 nel quale la contessa Matilde di Desenzano, vedova di Ugone conte di Desenzano, fece una cospicua donazione di beni al monastero benedettino di San Tommaso di Acquanegra: in esso vengono citati alcuni luoghi dell'Alto Mantovano e della Bassa Bresciana orientale, tra i quali Castello Vifredi. A quel tempo (fra il 900 e il 1000) risale l'origine della prima fortificazione della città chiamata Castellum vetus, "Castelvecchio", comprendente anche il castello, ora scomparso. Successivamente, dal 1115 al 1190 circa, appartenne ai conti Longhi, nobile famiglia di Desenzano che estendeva le sue proprietà dal lago d'Iseo al basso Chiese. Banditi da Federico II, i conti Longhi perdettero il loro potere e verso il 1254 i comuni di Brescia e di Mantova stabilirono i confini dei loro territori.
Nel XIII secolo Castel Goffredo fu assediato da Ezzelino da Romano, dai Della Scala di Verona e dai Visconti di Milano. In quel tempo Mantova stava evolvendo verso la signoria e nel 1272 prese il potere la famiglia Bonacolsi con Pinamonte. Il casato giunse al culmine del suo prestigio il 16 agosto 1328 con la presa di Mantova, quando Luigi I Gonzaga, appoggiato da Cangrande I della Scala, prese il potere ferendo a morte l'ultimo dei Bonacolsi, Rinaldo detto Passerino.

### I Gonzaga

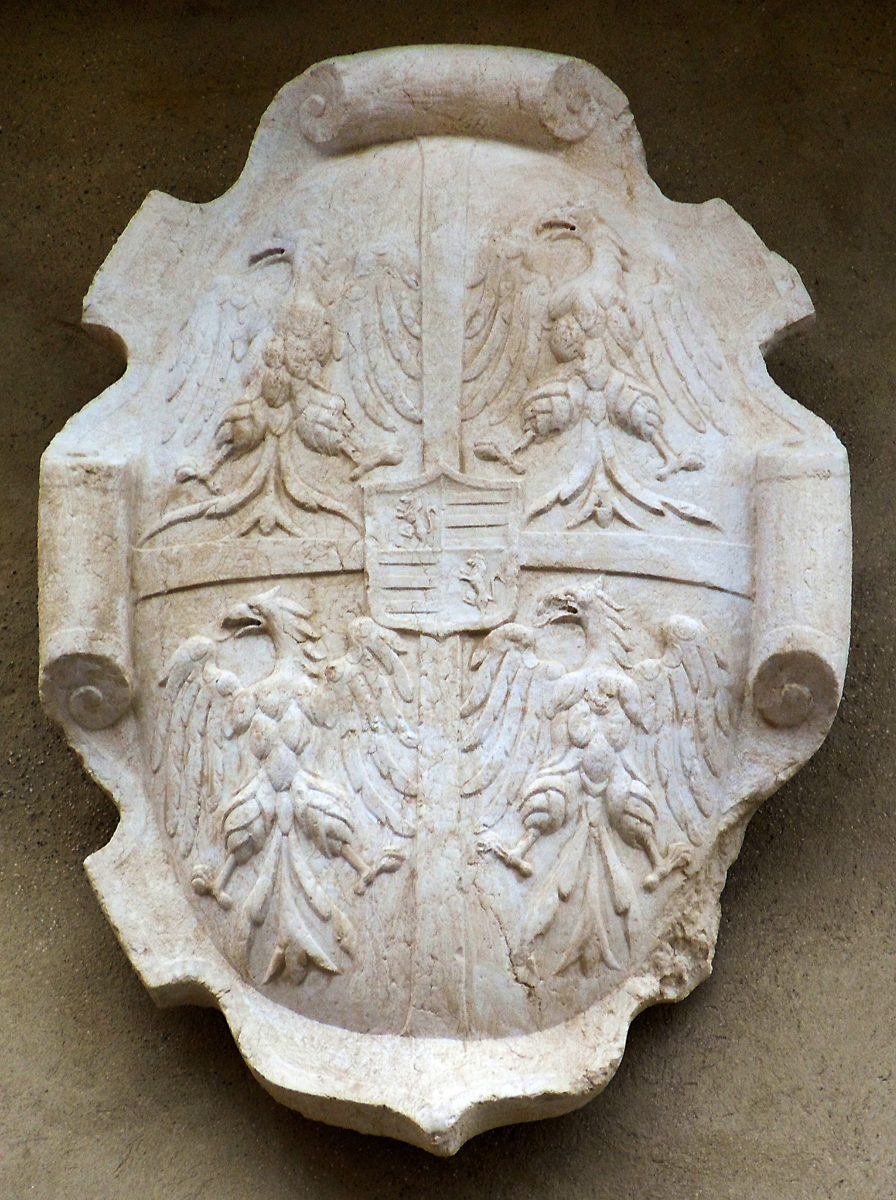
Stemma con l'arma dei Gonzaga, sulla torre civica di Castel Goffredo (XVI secolo)

Quando Brescia non fu in grado di assicurare la sua difesa, Castel Goffredo si diede lo statuto di libero comune. Quindi, il 20 settembre 1337, la popolazione preferì porsi sotto la protezione di Luigi I Gonzaga, primo capitano del popolo di Mantova, con atto pubblico del notaio Giacomino Gandolfi. Iniziò così il dominio della signoria gonzaghesca, destinato a protrarsi fino al 1707. Primo vicario con poteri civili e militari fu Ambrogio de Ferrari, che risiedeva nel Torrazzo, mentre gli uffici erano collocati nel palazzo vicino.
Nel 1348, allo scoppio della guerra dei Gonzaga contro Visconti, Scaligeri ed Estensi, il duca di Milano Luchino Visconti tolse le terre di confine a Mantova e Castel Goffredo rimase sotto Milano sino al 1404. Per un breve periodo, dal 1426 al 1431, il comune passò alla Repubblica di Venezia per poi tornare sotto Gianfrancesco Gonzaga, V Capitano del popolo di Mantova, nel 1431. Per la seconda volta, dal 1439 al 1441, fu governato dalla Serenissima Repubblica di Venezia e nel 1441 passò definitivamente a Gianfrancesco Gonzaga, primo marchese di Mantova che, firmando la Pace di Cremona (o Pace di Cavriana), accettò l'acquisizione dei territori di Castel Goffredo, Castiglione delle Stiviere, Solferino, Redondesco e Canneto sull'Oglio. Queste nuove terre, nella geografia gonzaghesca, furono chiamate "mantovano nuovo". Con la morte di Gianfrancesco nel 1444 si ebbe la prima divisione dello Stato mantovano. Nel suo testamento egli lasciò al terzo figlio, il marchese Alessandro, discepolo di Vittorino da Feltre, il dominio di molti borghi mantovani e di Castel Goffredo come feudo imperiale autonomo da Mantova. Nacque così il Marchesato di Castel Goffredo.

### Il Marchesato di Castel Goffredo

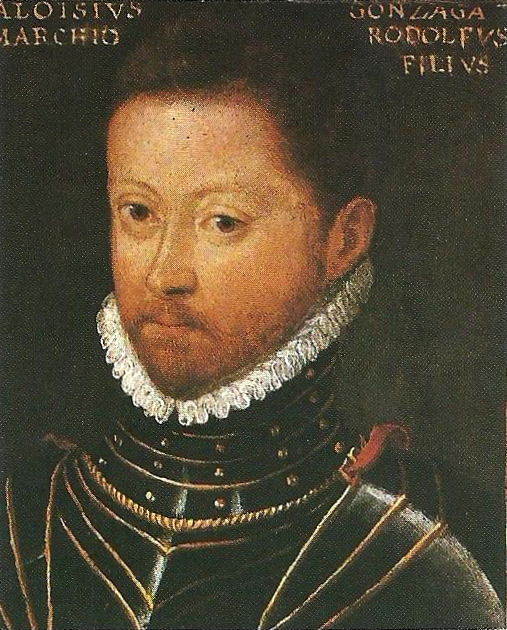
Ritratto di Aloisio Gonzaga, marchese di Castel Goffredo

Ad Alessandro Gonzaga si deve l'ampliamento del borgo e l'edificazione di una seconda cinta muraria di difesa. Emanò uno statuto chiamato "Alessandrino" contenente norme amministrative per il suo feudo e che rimase in vigore fino al 1796. Istituì inoltre, il 1º luglio 1457, il mercato del giovedì e la fiera di San Luca. Alessandro morì senza figli nel 1466 lasciando i suoi possedimenti al fratello Ludovico II, secondo marchese di Mantova detto il Turco. Il giurista Anselmo Folengo venne nominato vicario dei Gonzaga a Castel Goffredo. Al 1468 risale l'istituzione di una banca di prestito gestita da Leone Ebreo, soppressa nel 1477 a causa degli alti tassi di prestito praticati. Ma il banco, sotto la protezione dei Gonzaga, proseguì la sua attività fino alla caduta del ducato mantovano (1707). Nel 1475 Francesco Prendilacqua ricoprì l'incarico di vicario dei Gonzaga. Dal 1478 al 1479, per successione testamentaria di Ludovico II, governarono congiuntamente i figli Rodolfo e Ludovico, vescovo di Mantova. Nel 1480 fu affidato all'architetto militare Giovanni da Padova l'incarico di potenziare le mura difensive e la costruzione del rivellino.

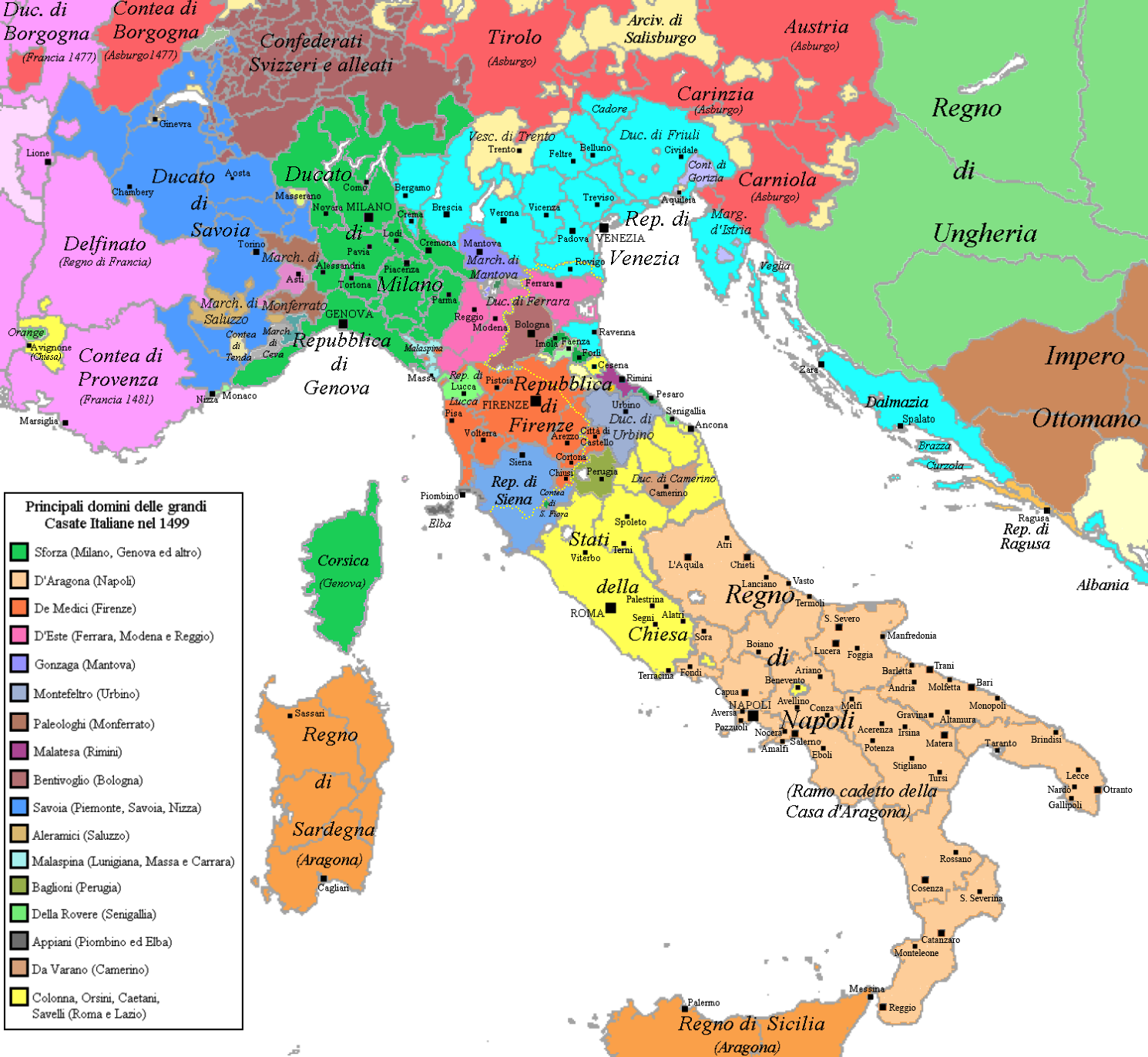
Le grandi Casate italiane nel 1499

|            |            |                                             |                                             |                 |                           |                           |                     |                     |                             |       |       |        |                     |                          |                          |                     |                     |                                   |                                   |                       |                       |
|            |            |                                             |                                             |                 |                           |                           |                     |                     | Rodolfo Gonzaga (1452-1495) |       |       |        |                     |                          |                          |                     |                     |                                   |                                   |                       |                       |
|            |            |                                             |                                             |                 |                           |                           |                     |                     |                             |       |       |        |                     |                          |                          |                     |                     |                                   |                                   |                       |                       |
|            |            |                                             |                                             |                 |                           |                           |                     |                     |                             |       |       |        |                     |                          |                          |                     |                     |                                   |                                   |                       |                       |
|            |            |                                             |                                             |                 | Gianfrancesco (1488-1524) | Gianfrancesco (1488-1524) |                     |                     |                             |       |       |        | Aloisio (1494-1549) | Aloisio (1494-1549)      |                          |                     |                     |                                   |                                   |                       |                       |
|            |            |                                             |                                             |                 |                           |                           |                     |                     |                             |       |       |        |                     |                          |                          |                     |                     |                                   |                                   |                       |                       |
|            |            |                                             |                                             |                 |                           |                           |                     |                     |                             |       |       |        |                     |                          |                          |                     |                     |                                   |                                   |                       |                       |
|            |            |                                             |                                             |                 | Ramo di Luzzara ·         | Ramo di Luzzara ·         | Alfonso (1541-1592) | Alfonso (1541-1592) |                             |       |       |        |                     |                          |                          | Orazio (1545-1587)  | Orazio (1545-1587)  |                                   | Ferrante (1544-1586)              | Ferrante (1544-1586)  |                       |
|            |            |                                             |                                             |                 |                           |                           |                     |                     |                             |       |       |        |                     |                          |                          |                     |                     |                                   |                                   |                       |                       |
|            |            |                                             |                                             |                 |                           |                           |                     |                     |                             |       |       |        |                     |                          |                          |                     |                     |                                   |                                   |                       |                       |
| Ferdinando | Ferdinando | Caterina 1 sp. Carlo Trivulzio (1574-1615?) | Caterina 1 sp. Carlo Trivulzio (1574-1615?) | Giulia (1576-?) | Giulia (1576-?)           | Ginevra (1578-?)          | Ginevra (1578-?)    | Giovanna            | Giovanna                    | Maria | Maria | Luigia | Luigia              | Luigi (naturale, 1550-?) | Luigi (naturale, 1550-?) | Ramo di Solferino · | Ramo di Solferino · | Rodolfo (1569-1593)               | Rodolfo (1569-1593)               | Francesco (1577-1616) | Francesco (1577-1616) |
|            |            |                                             |                                             |                 |                           |                           |                     |                     |                             |       |       |        |                     |                          |                          |                     |                     |                                   |                                   |                       |                       |
|            |            |                                             |                                             |                 |                           |                           |                     |                     |                             |       |       |        |                     |                          |                          |                     |                     |                                   |                                   |                       |                       |
|            |            |                                             |                                             |                 |                           |                           |                     |                     |                             |       |       |        |                     |                          |                          |                     |                     | Ramo di Castel Goffredo (estinto) | Ramo di Castel Goffredo (estinto) | Ramo di Castiglione · | Ramo di Castiglione · |

## Età moderna
Il vescovo Ludovico e il fratello Rodolfo divisero i loro beni: il feudo di Castel Goffredo, assieme a Ostiano e Redondesco, rimase a Ludovico, che governò dal 1479 al 1511.
Alla scomparsa di Ludovico nel 1511, dopo una lunga disputa presso la corte imperiale, lo stato di Castel Goffredo, Castiglione e Solferino passò al nipote marchese Aloisio (o Luigi Alessandro).

### Costituzione della parrocchia
Non si conosce l'anno di costituzione della parrocchia di Castel Goffredo: un documento del secondo decennio del Cinquecento riferisce che il decano mantovano Guidone di Bagno si dice rettore della chiesa parrocchiale di Santa Maria di Castel Goffredo in Diocesi di Brescia. Sino al 1785, anno in cui l'imperatore Giuseppe II ordinò l'aggregazione alla Diocesi di Mantova, la parrocchia appartenne alla diocesi bresciana.

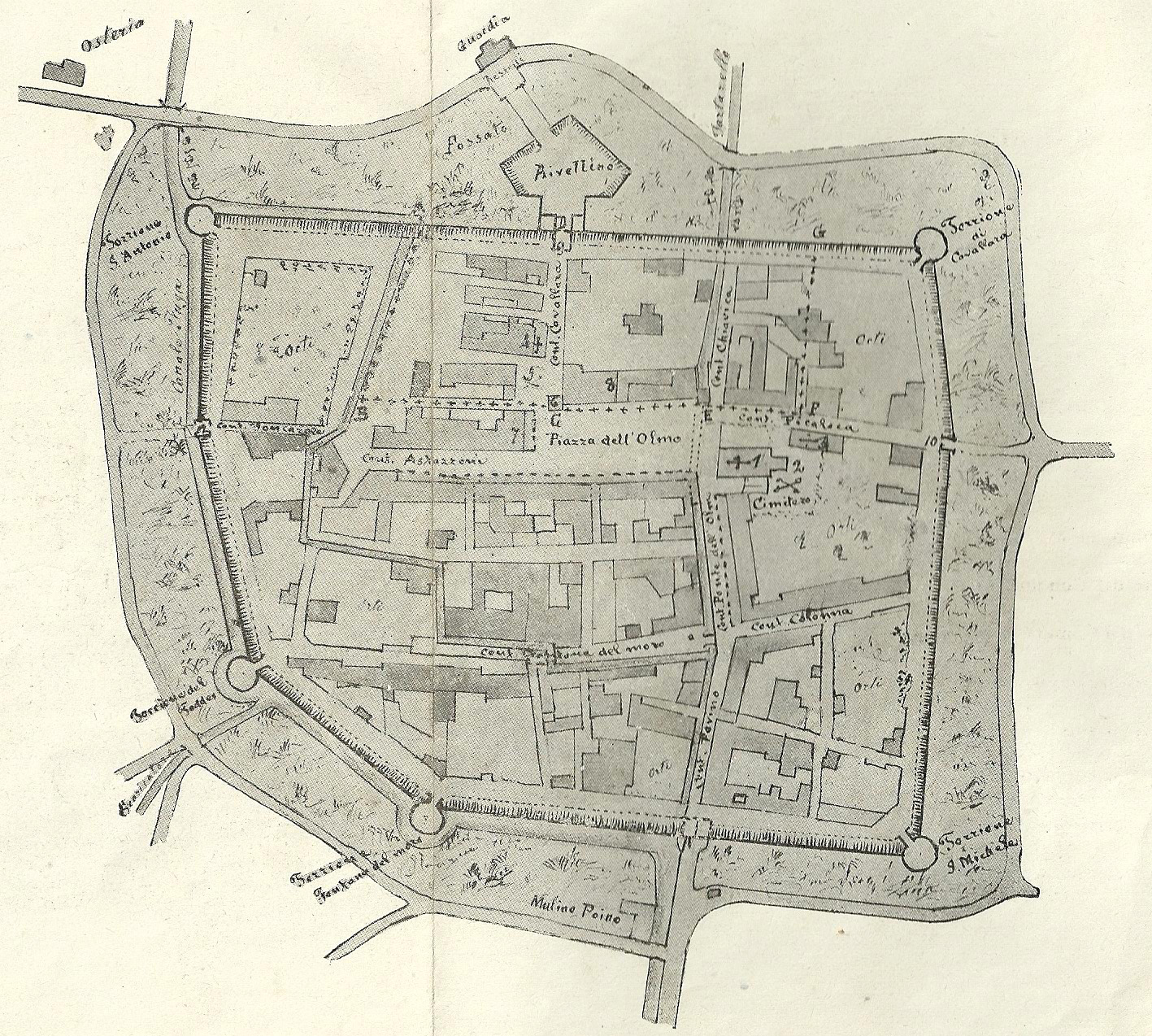
Fortezza di Castel Goffredo nel 1500.

### La corte gonzaghesca e la visita di Carlo V
Iniziava con Aloisio il marchesato di Castel Goffredo del ramo minore dei "Gonzaga di Castel Goffredo". Egli fece del suo palazzo la sede di una corte sfarzosa, la quale ospitò personaggi illustri, tra cui il capitano imperiale Luigi Gonzaga "Rodomonte", il poeta Pietro Aretino nel 1536, dal 1538 al 1541 lo scrittore Matteo Bandello (protetto da Isabella d'Este, qui conobbe Lucrezia Gonzaga di Gazzuolo, che divenne la sua musa ispiratrice e della quale si innamorò), il condottiero Cesare Fregoso, Costanza Rangoni e i loro figli, Paolo Battista Fregoso militare parente di Cesare, l'ambasciatore Antonio Rincon e lo studioso di chiromanzia frate Patrizio Tricasso da Ceresara.

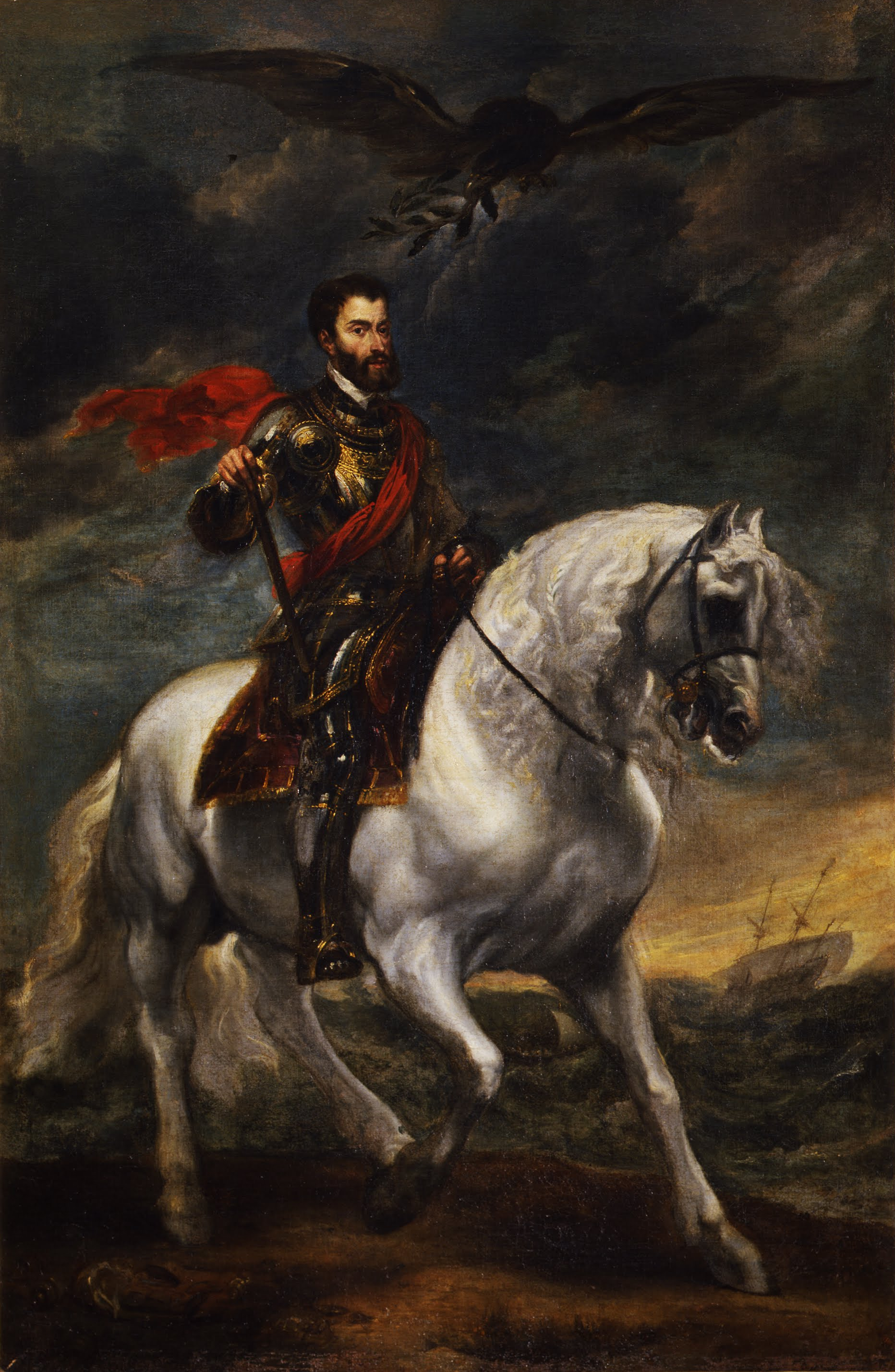
L'imperatore Carlo V nel 1543 fu ospite a Castel Goffredo di Aloisio Gonzaga

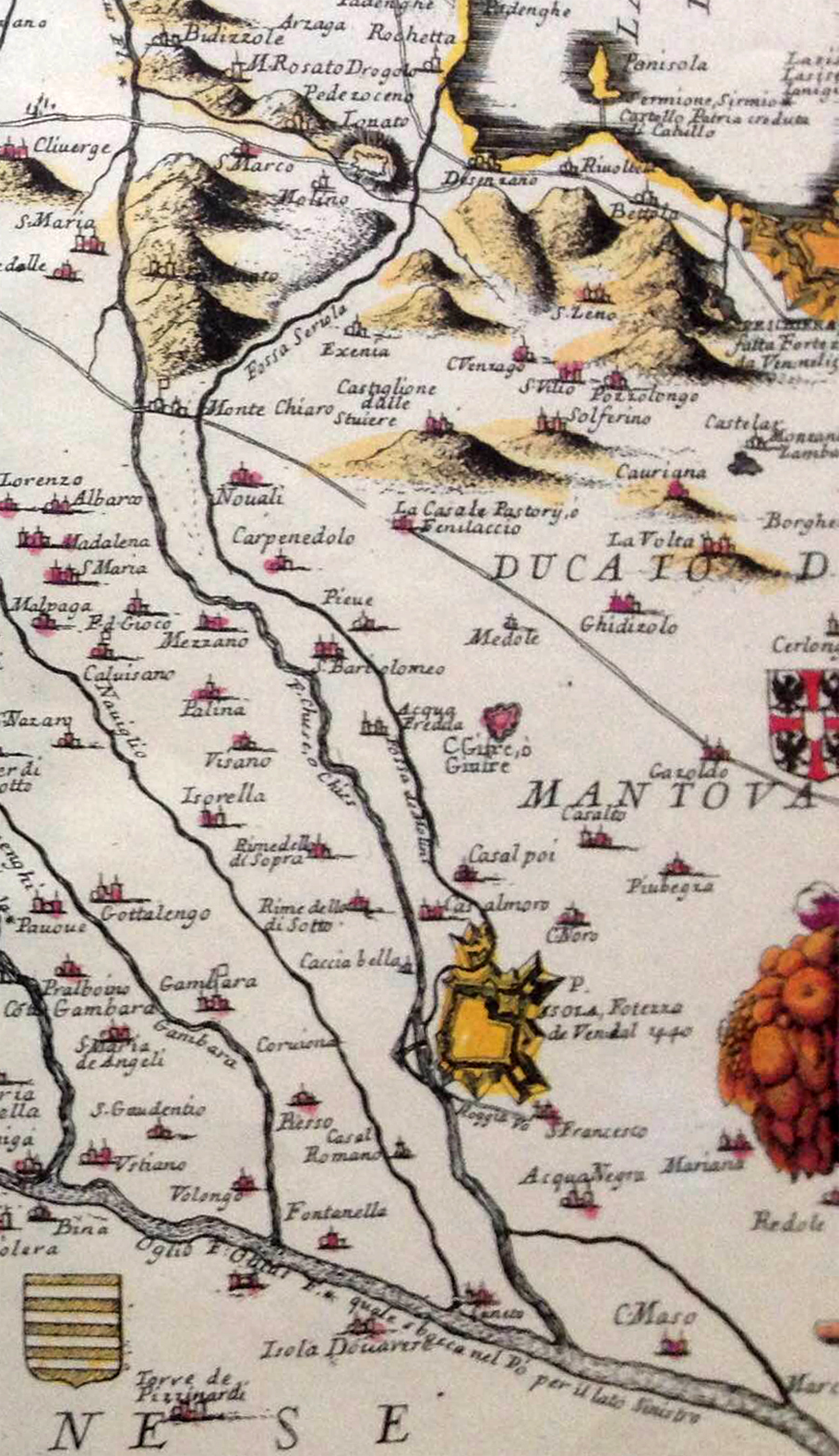
Carta del Ducato di Mantova nel Seicento comprendente Castel Goffredo

Affreschi della scuola di Giulio Romano rimangono nella loggia del suo palazzo, testimonianze pittoriche importanti di quel periodo. Nel 1516 transitò per Castel Goffredo l'imperatore Massimiliano I d'Asburgo mentre inseguiva le truppe francesi e diretto ad assediare Asola, e un altro imperatore, Carlo V, fu ospite della corte di Castel Goffredo il 28 giugno 1543. Ottenne le chiavi della fortezza e ripartì il giorno seguente. In un manoscritto anonimo si legge:
Carlo V era in viaggio da Busseto, dove incontrò papa Paolo III, verso Trento e si intrattenne nel Castello di Canneto con Ferrante Gonzaga, con il cardinale Ercole Gonzaga e con Margherita Paleologa, per legittimare a suo figlio Francesco la duplice investitura nei titoli di Duca di Mantova e Marchese del Monferrato, oltre a concordare le sue future nozze con Caterina, nipote dell'imperatore. Nel 1543 in alcune località nello Stato gonzaghesco (Castel Goffredo, Gonzaga e Viadana) si manifestarono le prime teorie luterane, che misero preoccupazione nel cardinale Ercole Gonzaga, vescovo di Mantova.
Alla morte di Aloisio nel 1549, subentrò il primogenito Alfonso Gonzaga ed il governo del marchesato toccò alla madre Caterina Anguissola (m. 1550), tramite il cognato Giovanni Anguissola e fino al 1558. Alfonso, ottenuta la nomina imperiale nel 1559, risiedette in Spagna fino al 1564 e governò il suo feudo a partire dal 1565. L'8 maggio 1568, chiamò da Mantova la famiglia ebrea Norsa affinché continuasse l'attività di prestito e istituisse un Monte di Pietà. Fu creata anche la sinagoga collocata nell'attuale vicolo Remoto. In quell'anno si registrò pure la costituzione a Castel Goffredo, come in altre località del mantovano, del Monte di Pietà, che affiancò l'attività degli ebrei, ma a condizioni più vantaggiose e operò sino al 1799. Castel Goffredo nel 1580 ricevette la visita pastorale dell'arcivescovo san Carlo Borromeo, con lo scopo di vedere applicate le risoluzioni adottate nel Concilio di Trento. Il 6 maggio 1592 Alfonso venne assassinato per motivi ereditari alla Corte Gambaredolo da otto sicari del nipote Rodolfo di Castiglione, fratello di San Luigi, che per farsi gesuita aveva rinunciato al marchesato. Rodolfo dominò in Castel Goffredo con il terrore e commise crudeltà di ogni genere. Fu ucciso il 3 gennaio 1593 con un colpo di archibugio da Michele Volpetti durante una congiura di popolo sostenuta dalla "Magnifica Comunità" castellana, mentre si recava alle funzioni religiose nella chiesa prepositurale di Sant'Erasmo accompagnato dalla moglie Elena e dalla figlia Cinzia.
Delle vicende legate al duplice assassinio dei marchesi Alfonso e Rodolfo Gonzaga si occupò Rudolf Coraduz von und zu Nußdorf, in veste di commissario imperiale. Da dirimere anche la contesa sulla successione al marchesato di Castel Goffredo, conteso dal fratello Francesco Gonzaga di Castiglione e dal duca di Mantova Vincenzo I Gonzaga. Coraduz si recò a Mantova il 18 aprile 1595, dove venne accolto alla corte dei Gonzaga con grandi onori. Il 29 aprile si trovò a Castel Goffredo per constatare di persona la situazione della fortezza e assumere direttamente informazioni sugli avvenimenti. Seguì una breve visita al marchese di Castiglione Francesco, per sentire le sue ragioni e riferire il risultato dei colloqui alla corte imperiale. Coraduz quindi fece ritorno a Praga.
Il successore Francesco Gonzaga (Rodolfo non ebbe figli maschi), non diventò signore di Castel Goffredo a causa di una lunga disputa presso la corte imperiale che nel 1602 riconobbe il dominio al IV duca di Mantova Vincenzo I Gonzaga. Si concluse così la storia della località come feudo autonomo gonzaghesco, oltre che signoria dei "Gonzaga di Castel Goffredo".

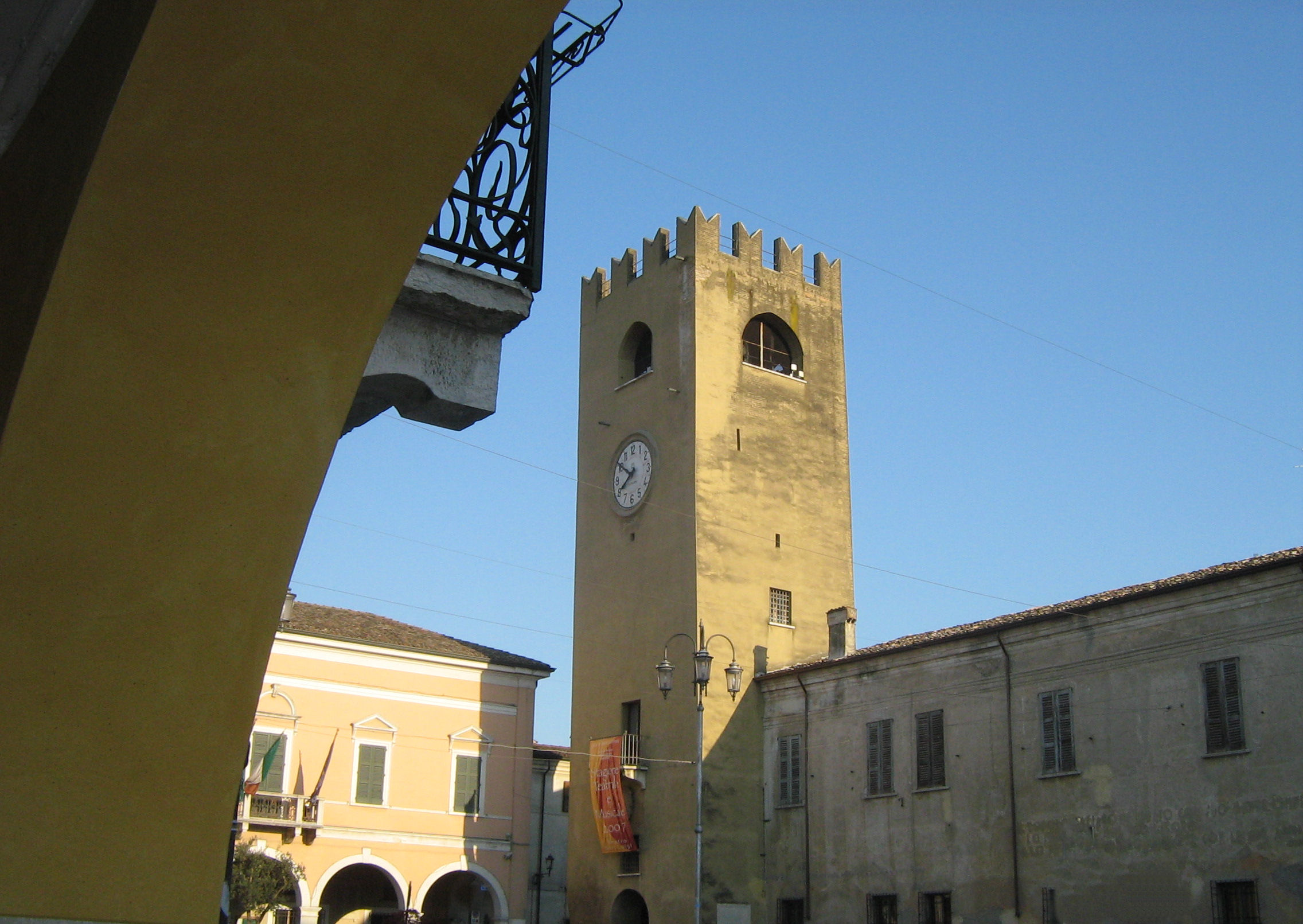
Piazza Mazzini e torre civica

### Sotto il Ducato di Mantova

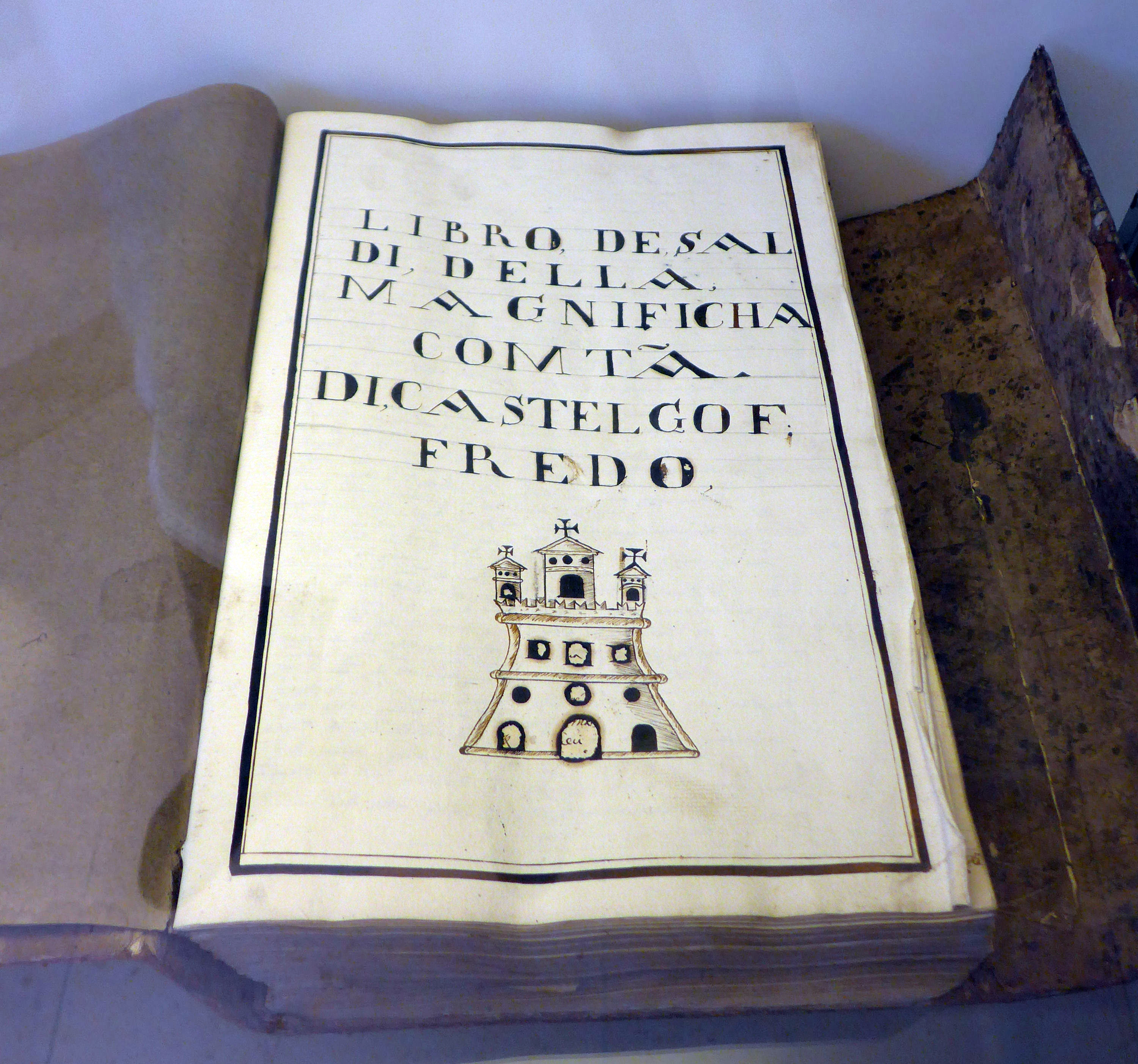
Libro de' saldi "Magnifica Comunità" di Castel Goffredo, 1738-1753, MAST Castel Goffredo

Il territorio dello Stato fu oggetto di un'aspra contesa presso l'imperatore Rodolfo II tra il marchese di Castiglione e il duca di Mantova. Nel 1602 Lorenzo da Brindisi venne incaricato dall'imperatore di farsi ambasciatore presso il duca di Mantova Vincenzo I Gonzaga affinché restituisse il feudo al marchese di Castiglione. La mediazione fallì. Il 20 giugno 1602, alla presenza del governatore di Milano Pedro Enríquez de Acevedo e a quella del vescovo di Cremona Cesare Speciano, venne siglato l'accordo tra il duca di Mantova Vincenzo I e il cugino Francesco Gonzaga, marchese di Castiglione, per la cessione della fortezza di Castel Goffredo a favore di Mantova contro lo scambio delle terre di Medole in favore di Francesco Gonzaga. L'accordo pose fine alla lunga vertenza per la successione della fortezza, avvenuta dopo l'assassinio del marchese Rodolfo Gonzaga. Castel Goffredo fu annesso definitivamente al ducato di Mantova con decreto del 1603 e ne condivise la sorte fino al 1707. Alla calata degli imperiali dalla Germania, la fortezza di Castel Goffredo fu momentaneamente riconquistata dai veneziani, tra il 1629 e il 1630, anno in cui fu colpito dalla peste, che decimò i due terzi della sua popolazione, passando da 2.450 a 1.630 abitanti. Nel 1707 i francesi lasciarono l'Italia e cedettero la Lombardia all'imperatore d'Austria Giuseppe I, sebbene Mantova fosse ancora governata dai Gonzaga: Ferdinando Carlo di Gonzaga-Nevers, decimo e ultimo duca di Mantova, perdette lo Stato gonzaghesco e morì a Padova il 5 luglio 1708. Terminò così la dominazione dei Gonzaga, durata ininterrottamente quattro secoli.
L'occupazione austriaca determinò la requisizione dei magazzini di rifornimenti nella città e fra il 1705 e il 1706 soldati austriaci saccheggiarono Castel Goffredo, tenendo in ostaggio anche alcuni abitanti. Il 3 luglio 1735 Carlo Emanuele, re di Sardegna e duca di Savoia, arrivò fino a Castel Goffredo e prese possesso della fortezza. Nel 1796 Napoleone Bonaparte spinse gli austriaci oltre il Mincio e nel 1797 l'Austria cedette la Lombardia ai francesi. Il 13 maggio Castel Goffredo fu occupata dalle truppe francesi. Alla fine del Settecento il colonnello Giacomo Acerbi iniziò la coltivazione del baco da seta e aprì, attigui al suo palazzo, una filanda e un filatoio con l'approvazione del governo austriaco.
Si susseguirono i governi austriaci nel 1799, francesi dal 1801 al 1814 e di nuovo austriaci fino al 1866.

### Risorgimento
Nel 1817 fu costruito dal comune l'attuale cimitero, utilizzando nella cinta materiale proveniente dal disfacimento delle mura del paese.
Intorno al 1840 Giuseppe Acerbi iniziò un esperimento importante: l'allevamento autunnale dei bachi da seta nella sua tenuta "La Palazzina". Nello stesso periodo un altro castellano, Bartolomeo Riva, presso la sua residenza estiva di "Corte Palazzo", diede vita alla coltura del baco su scala industriale, sul modello francese della bigattaia di Camille Beauvais. Nel 1846 Castel Goffredo contava sul suo territorio tre filande e quattro filatoi, che rappresentavano l'embrione del futuro distretto tessile.

## Età contemporanea
Durante i moti del 1848 Castel Goffredo fu il centro cospirativo antiaustriaco dell'Alto Mantovano legato ai Martiri di Belfiore e contò la presenza di numerosi patrioti, capeggiati dal castellano Giovanni Acerbi, che diventò in seguito intendente dei Mille di Garibaldi.
Essi furono:
Alessandro Bertani, organista;
Luciano Bertasi, barbiere;
Luigi Betti, calzolaio;
Ottaviano Bonfiglio, farmacista;
Claudio Casella, possidente terriero;
Carlo Cessi, caffettiere, nonno di Anselmo Cessi;
Domenico Fiorio, farmacista;
Luigi Gozzi, praticante notaio;
Giacomo Luzzardi, oste;
Luigi Pesci, esattore comunale a Castiglione delle Stiviere;
Anselmo Tommasi, possidente terriero; Andrea Zanoni, agricoltore;
Omero Zanucchi, possidente terriero.
Furono tutti arrestati e processati nel 1852 e uscirono dal carcere nel 1853 a seguito dell'amnistia. Giovanni Acerbi, fuggito all'estero, fu condannato in contumacia.
Nei giorni precedenti la battaglia di Goito (30 maggio 1848), fu illustre ospite di Bartolomeo Riva a Castel Goffredo il duca di Savoia Vittorio Emanuele, futuro re d'Italia. Nello stesso anno l'avversione al regime austriaco portò alla costituzione a Castel Goffredo di un gruppo clandestino di mazziniani, tra i quali Giovanni Acerbi e Omero Zanucchi, arrestato assieme ad altri dodici compaesani. È del 1848 la delibera comunale per la realizzazione dell'illuminazione elettrica, con la messa in opera di opportuni fanali.
Nel 1859 l'esercito austriaco, incalzato dai franco-piemontesi, fu costretto a ritirarsi verso il Mincio e le alture di Solferino, San Martino e Cavriana. Castel Goffredo fu teatro della battaglia di Solferino e San Martino e vide schierato il terzo corpo d'armata francese al comando del generale François Certain de Canrobert, diretto con i suoi uomini a Medole, dove si combatté una delle battaglie più cruente (battaglia di Medole).
Il 24 giugno, alle 7 del mattino, la fortezza di Castel Goffredo, ancora occupata da un avamposto della cavalleria austriaca, fu liberata dal generale francese Pierre Hippolyte Publius Renault appoggiato dagli uomini del generale Jean-Pierre-François Jannin che, abbattendo il portone in legno della Porta di Sopra con gli zappatori del genio, penetrarono all'interno del paese liberandolo dai nemici. L'episodio ebbe anche un importante testimone, l'inviato di guerra Charles Poplimont, che durante il suo soggiorno, visitò Castel Goffredo ed ebbe modo di informarsi direttamente sulla storia e il lavoro e spedì al suo giornale un sintetico resoconto. Dopo la battaglia di Solferino, l'ospedale di Castel Goffredo diede assistenza ai feriti che vi affluivano.

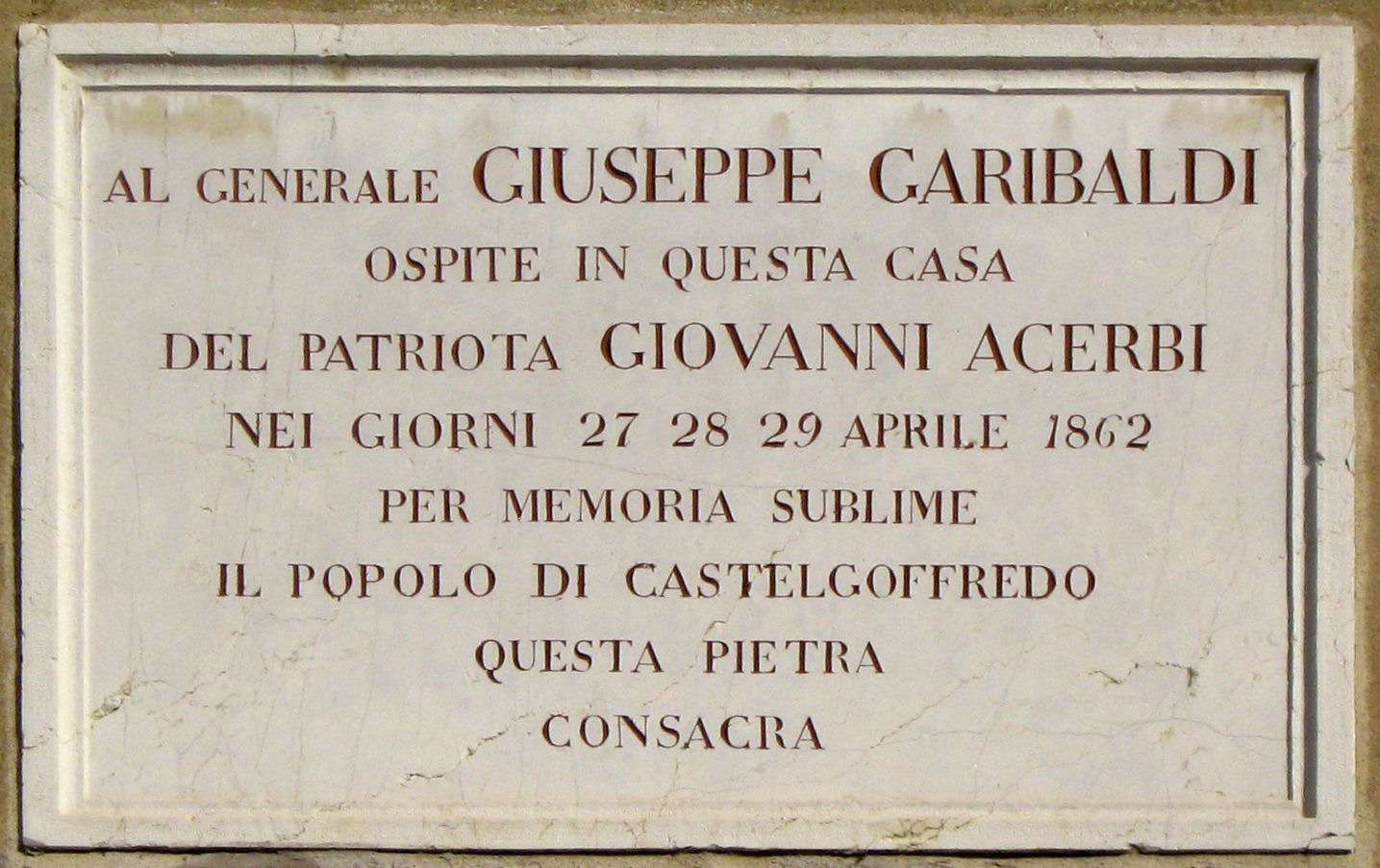
Lapide a Garibaldi, posta sulla facciata del Palazzo Gonzaga-Acerbi

A seguito della ristrutturazione delle province italiane, nel 1859 Castel Goffredo fu inserita nel Circondario di Castiglione delle Stiviere, mandamento III di Asola e istituita in loco a dicembre la caserma dei Carabinieri.
Il 1860 vide un illustre cittadino di Castel Goffredo, Giovanni Acerbi, partecipare a fianco di Garibaldi nella prima spedizione dei Mille, con il grado di intendente generale. È di questo periodo l'inizio dello smantellamento della città-fortezza, che lasciò spazio alla concezione di "città aperta", senza mura e fortificazioni. La città entrò a fare parte del Regno d'Italia nel 1861 e perse col tempo i connotati di città-fortezza, a seguito delle demolizioni avviate nel Settecento, pur mantenendo intatte ancora tre porte di accesso e sei torrioni. Venne anche istituito il mercato delle gallette o bozzoli e l'attuazione della pesa pubblica. Nei giorni 27, 28 e 29 aprile 1862 Giuseppe Garibaldi fu ospite del patriota Giovanni Acerbi e inaugurò in paese il tiro al bersaglio. Nel 1867 il comune di Castel Goffredo deliberò il distacco dalla provincia di Brescia e l'aggregazione alla provincia di Mantova, di nuova istituzione.
Il 1º gennaio 1871 si costituì anche a Castel Goffredo la Società operaia di mutuo soccorso, con lo scopo di sopperire alle carenze dello stato sociale e aiutare così i lavoratori. Nel 1872 venne istituito il carnevale di Castel Goffredo, tra i più antichi d'Italia, imperniato sulla figura di Re Gnocco.
IL 28 novembre 1895 venne istituita la locale Cassa rurale, che abbe come direttore il maestro cattolico Anselmo Cessi, assassinato nel 1926.

### Città della calza

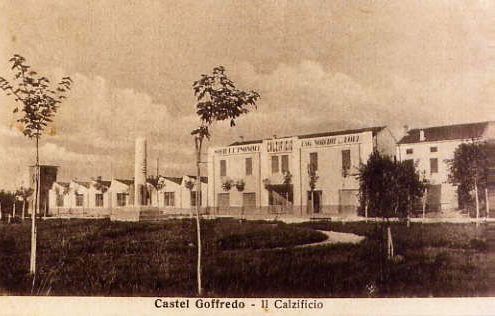
Castel Goffredo, Calzificio NO.E.MI. nel 1925-1930

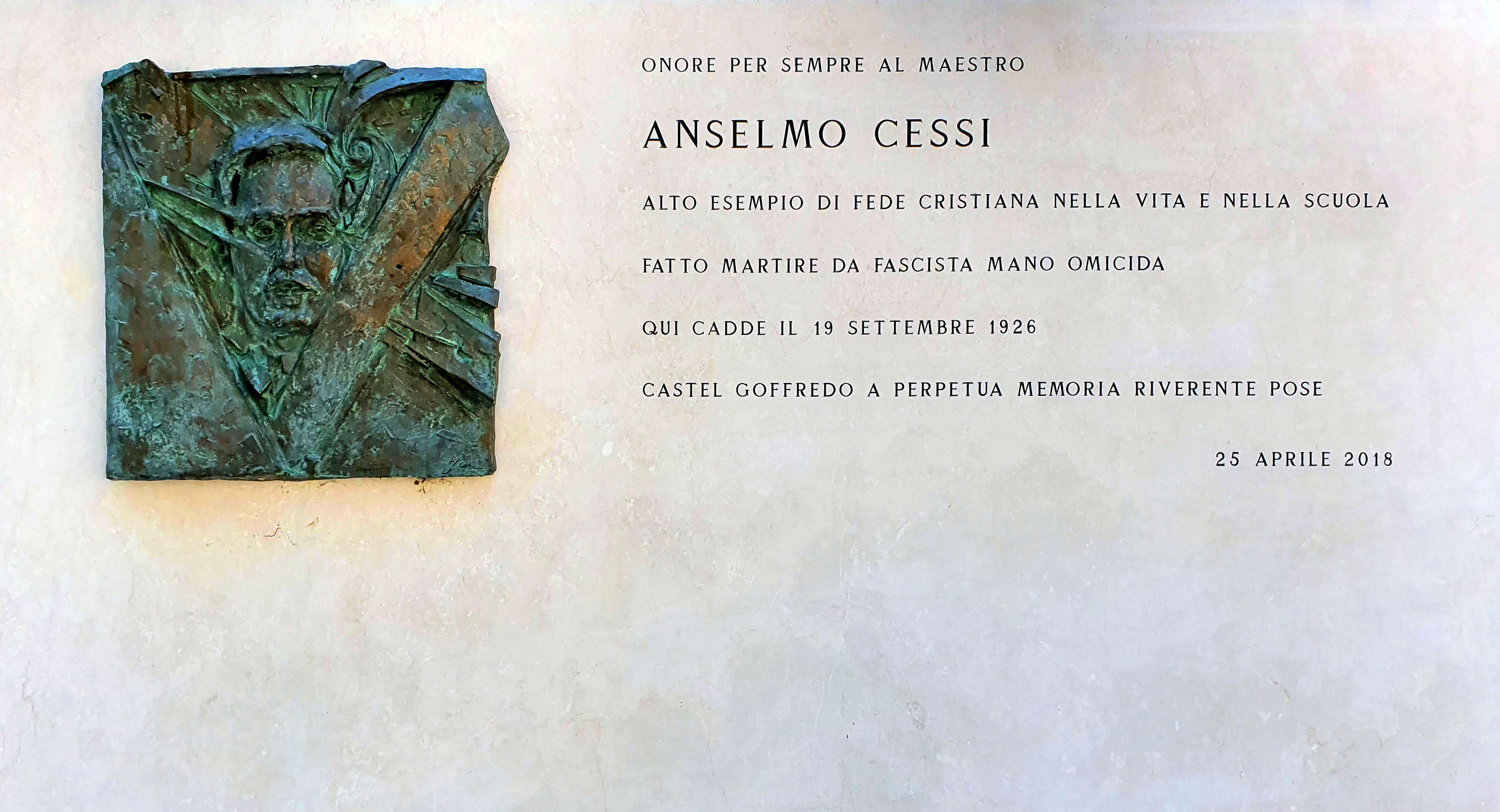
Monumento ad Anselmo Cessi

Tra il XIX e il XX secolo iniziò il processo di industrializzazione della cittadina, che portò Castel Goffredo a diventare la "capitale della calza". La prima pietra fu quella dell'azienda fondata nel 1925: il calzificio NO.E.MI. (sigla dei cognomi dei fondatori), destinato a segnare la storia dell'industria e dell'economia locale, in due anni arrivò ad impiegare 50 dipendenti.
Il 19 settembre 1926 fu assassinato dai fascisti il maestro cattolico Anselmo Cessi, in occasione del Giubileo del 2000 venne annoverato da Giovanni Paolo II fra i "martiri del nostro tempo". Nel 2018 il Comune di Castel Goffredo ha dedicato al maestro un monumento nell'omonima via, opera dello scultore mantovano Andrea Jori.
Tra il 1930 e il 1933, Castel Goffredo fu interessata dalla tranvia Medole-Casaloldo, il cui scopo era collegare direttamente Desenzano e il lago di Garda con Brescia, Mantova, Cremona e Piacenza: la linea avrebbe permesso al paese di uscire dall'isolamento.
Dopo l’8 settembre 1943, in alcuni paesi del mantovano occidentale tra i quali Castel Goffredo, si sviluppò l'azione delle Brigate Fiamme Verdi, formazioni partigiane che presero impulso da don Primo Mazzolari, parroco di Bozzolo, impegnato, fra l’altro, a contrastare l’azione dei fascisti.
Dopo la seconda guerra mondiale Castel Goffredo ha avuto un grande sviluppo economico divenendo un centro industriale di primaria importanza per l'industria tessile, grazie alla consistente produzione di calze, collant e filati. È sede del distretto industriale tessile numero 6, composto da 15 comuni mantovani, bresciani e cremonesi.
Dal 1987 fa parte dei "100 Comuni della Piccola Grande Italia". Nel 1991 Castel Goffredo ha partecipato alla ventiduesima edizione di Giochi senza frontiere, svoltisi a Madrid e classificandosi al secondo posto. Dal 1993 è gemellato con Pirano, con il quale sono stati consolidati diversi scambi culturali.
Ha acquisito il titolo di città, ottenuto con il D.P.R. del 27 settembre 2002.

## Storia dello stemma
(Stemma concesso con D.P.R. del 12 settembre 2003)

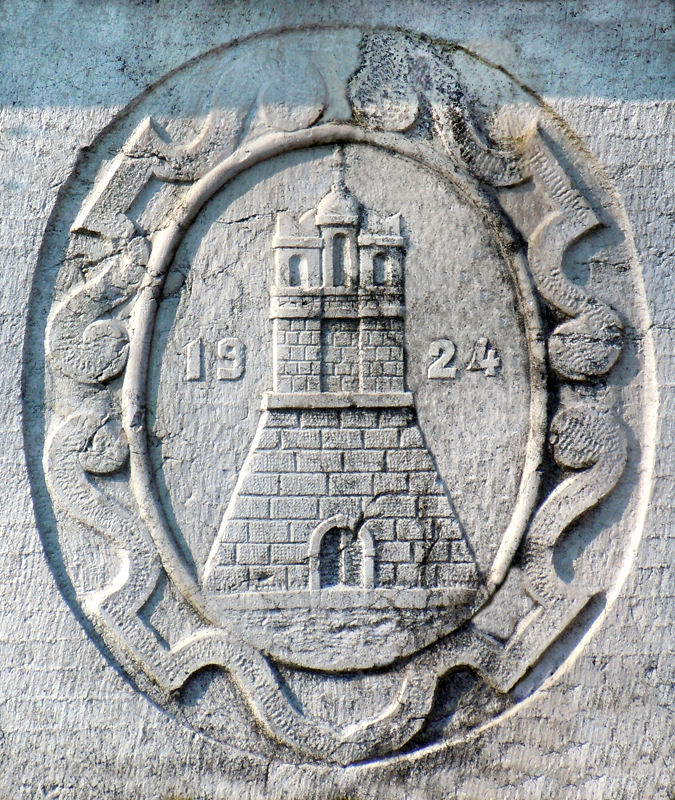
Stemma del Comune su monumento ai Caduti, 1924

Stemma attuale concesso nel 2003

Lo stemma più antico, risalente al 1534 al tempo del marchesato di Castel Goffredo, raffigura una "torre merlata, sormontata dalla croce, con porta e due finestre" e intorno la scritta Castel Guyfredo. Forse fu concesso con pergamena dal primo marchese Aloisio Gonzaga.
È datato 1681 l'emblema fatto dipingere sulla cantoria dell'organo all'interno della chiesa prepositurale di Sant'Erasmo. Nel 1688 ne compare uno in marmo, simile a quello sopracitato, che fu collocato sull'altare del Crocefisso in Sant'Erasmo. Nel 1725 venne ricamato su un piviale, conservato nella stessa chiesa. La raffigurazione dello stemma è visibile anche in due documenti del 1738 e del 1779 conservati nell'archivio storico del comune, nei quali le torri sono unite e i merli ghibellini raggruppati. Nel 1812 apparve nella sala del teatro del Palazzo Municipale, con una novità rispetto allo scudo originario: venne aggiunta l'acqua di un fossato e agli inizi del Novecento, arricchito di una bandiera spiegata.

## Bibliografia

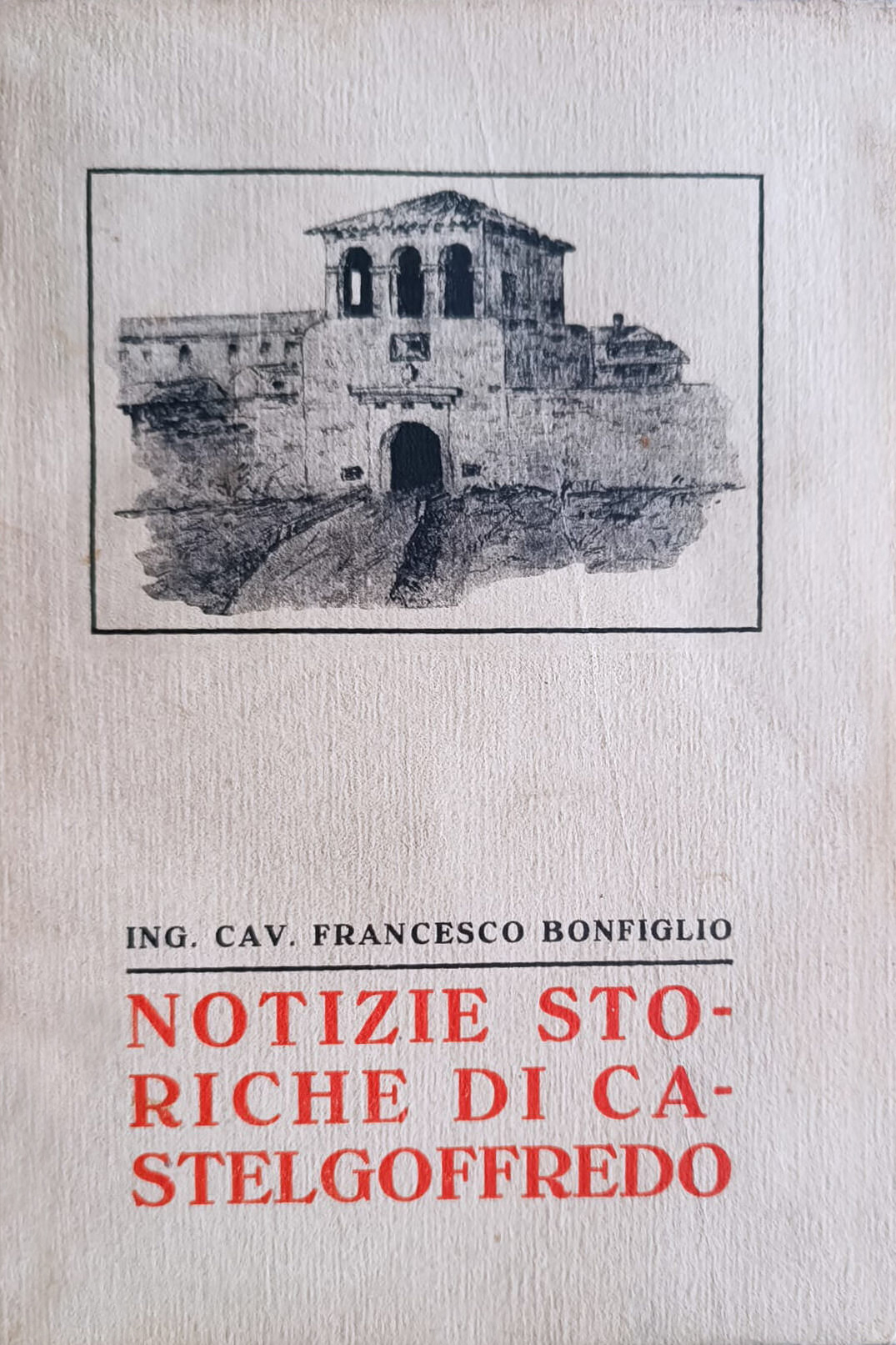
Copertina del volume Notizie storiche di Castel Goffredo di Francesco Bonfiglio, 1ª edizione, Brescia, 1922.